# Salwa Nassar
 Salwa Nassar  (arabisch سلوى نصار, DMG Salwā Naṣṣār; * 5. Januar 1913 in Dhour El Choueir, Libanon; † 17. Februar 1967 im Libanon) war eine libanesische  Physikerin und Hochschullehrerin. Sie war die erste libanesische Frau, die in Physik promovierte und die erste Frau, die den Lehrstuhl für Physik an der American University of Beirut (AUB) leitete.

## Leben und Werk
Nassar wurde in einer bescheidenen Familie aus Dhour Shweir geboren und arbeitete während ihrer gesamten Studienzeit, um das Geld für ihre Ausbildung zu verdienen. Ihr Mathematiklehrer ermutigte sie, von der Mädchenschule, die sie besuchte, auf eine Privatschule zu wechseln, wo sie in den Genuss einer hochwertigen Sekundarschulbildung kam. Nachdem sie zwei Jahre am American Junior College (jetzt BUC) und zwei Jahre als erste in Mathematik eingeschriebene Frau an der AUB studiert hatte, erhielt sie den Bachelor of Arts in Physik mit Auszeichnung. Danach arbeitete sie vier Jahre als High-School-Lehrerin, um die Mittel für die Wiederaufnahme ihres Studiums in den Vereinigten Staaten aufzubringen. Sie erhielt ein Stipendium des Smith College in Boston, Massachusetts, wo sie ihren Master-Abschluss in Physik machte. Sie promovierte 1945 als erste libanesische Frau an der University of California, Berkeley, in Kernphysik.
Danach widmete sie den größten Teil ihrer Zeit der wissenschaftlichen Forschung in verschiedenen Zentren, nahm an Konferenzen über kernphysikalische Themen teil, unter anderem an dem Kongress der Vereinten Nationen in Genf für die friedliche Nutzung der Atomenergie. Sie vertrat den Libanon auf mehr als zehn internationalen Konferenzen zur Atomphysik. Sie forschte in den Vereinigten Staaten in Ann Arbor, Michigan, in England an den Universitäten in Harwell und in Bristol, in Paris an der École polytechnique und in Beirut. Sie war 3 Jahre lang Leiterin der naturwissenschaftlichen Abteilung am Beirut College for Women, 15 Jahre lang Professorin und wurde 1950 die erste Frau, die den Lehrstuhl für Physik an der AUB leitete. Ihre Veröffentlichungen in Physical Review und anderen wissenschaftlichen Fachzeitschriften befassten sich mit Atomenergie, kosmischer Strahlung und anderen technologischen Themen.
Sie war von 1965 bis 1967 Präsidentin des Beirut University College (BUC). Als Präsidentin der BUC entwarf sie in den letzten beiden Jahren ihres Lebens Pläne für die Entwicklung dieser Institution und gründete und stiftete die Salwa Nassar Foundation for Libanes Studies. Wenige Monate vor ihrem Tod organisierte sie die erste Vortragsreihe dafür.
Sie kämpfte für die Gründung des Nationalen Rates für wissenschaftliche Forschung im Libanon (CNRS-L), der schließlich 1962 eingeweiht wurde. 1962 erhielt sie die Goldmedaille vom libanesischen Bildungsministerium.
Nassar starb 1967 im Alter von 54 Jahren an Leukämie.
Sie wurde 1977 in der vom Arab Institute for Women (AiW) herausgegebenen Zeitschrift Al-Raida gewürdigt.